# Za Kolibabovcami
Za Kolibabovcami este o arie protejată (arie specială de conservare — SAC, sit de importanță comunitară — SCI) din Slovacia întinsă pe o suprafață de 2,94 ha, integral pe uscat.

## Localizare
Centrul sitului Za Kolibabovcami este situat la coordonatele 48°43′04″N 22°15′38″E / 48.717771°N 22.260458°E.

## Înființare
Situl Za Kolibabovcami a fost declarat sit de importanță comunitară în decembrie 2021.

## Biodiversitate
Situată în ecoregiunea panonică, aria protejată nu include niciun habitat protejat.
La baza desemnării sitului se află un număr nedeclarat de specii protejate.